# Kambul, Peto
Kambul är en ort i Mexiko.   Den ligger i kommunen Peto och delstaten Yucatán, i den östra delen av landet, 1 100 km öster om huvudstaden Mexico City. Kambul ligger 38 meter över havet och antalet invånare är 221.
Terrängen runt Kambul är mycket platt. Runt Kambul är det mycket glesbefolkat, med 5 invånare per kvadratkilometer. Närmaste större samhälle är Peto, 16,3 km norr om Kambul. I omgivningarna runt Kambul växer i huvudsak städsegrön lövskog.